# Love Is War
Love Is War is het vierde album van de Estse meidenband Vanilla Ninja uit 2006.

## Nummers
1. Kingdom Burning Down
2. Dangerzone (Long Version)
3. The Band That Never Existed
4. Rockstarz
5. Shadows On The Moon
6. Black Symphony
7. Pray
8. Battlefield
9. Spirit Of The Dawn
10. Insane In Vain
11. Bad Girls
12. Silence